# Alan Estrada
Alan Estrada Gutiérrez (Tepatitlán de Morelos, Jalisco, 23 de diciembre de 1980) es un actor, cantante y youtuber mexicano, conocido por su canal de viajes en YouTube titulado Alan x el Mundo, que sirve de referencia para planificar viajes por el mundo. En 2020, participó como "Jalapeño" en la segunda temporada del programa ¿Quién es la máscara?, en el que obtuvo el octavo lugar.

## Biografía
A los 18 años se radicó en la Ciudad de México para formarse como artista y comenzar su carrera. Realizó pequeñas participaciones en obras musicales de producción mexicana y su rol más destacado fue como Mario en Hoy no me puedo levantar, musical basado en el repertorio de la banda española Mecano.
Cuando tenía 23 años, después de participar en variadas obras de teatro, en telenovelas y conducir un programa en la televisión mexicana, Alan Estrada realizó un viaje como mochilero a India, Tailandia y Camboya en el que comenzó a grabar viajes en DVD para mostrárselos a familiares. En 2010 vio la posibilidad de hacer un programa de viajes por Youtube y decidió dejar su carrera actoral en México para dedicarse por completo a su canal "Alan x el mundo".  Fue invitado como ponente en la Semana de Viajes de Traveling en Madrid en 2018 para hablar de sus experiencias sobre viajes.
En 2019 decidió volver a la actuación con el monólogo Agotados, junto con Chumel Torres y Paola Gómez, siendo el primer monólogo de su carrera.
En diciembre de 2022, decidió hablar abiertamente sobre su sexualidad, admitiendo que es parte de la comunidad LGBT: «Nunca hablo de mi vida privada, mi círculo cercano sabe que soy gay y estoy rodeado por gente hermosa. Pero esta Navidad he visto a mucha gente sufrir por su orientación y el rechazo de su familia. No estás solo, te celebro y mereces amar y ser amado».

## Filmografía

### Telenovelas
| Año       | Título              | Personaje        | Otras notas |
| --------- | ------------------- | ---------------- | ----------- |
| 2021      | A que no le cuentas | Joaquín Ezquerra | Antagonista |
| 2012      | Amor bravío         | Aarón Quintana   | Antagonista |
| 2009      | Verano de amor      | Fabián Escudero  | Antagonista |
| 2007-2008 | Lola, érase una vez | Nicolás          | Antagonista |

### Reality shows
| Año  | Título                | Personaje | Otras notas                              |
| ---- | --------------------- | --------- | ---------------------------------------- |
| 2020 | ¿Quién es la máscara? | Jalapeño  | Octavo lugar, 11° eliminado, 4 programas |
| 2021 | ¿Quién es la máscara? | Él mismo  | Coconductor                              |

### Conferencias
| Año  | Título                             | Rol      | Otras notas |
| ---- | ---------------------------------- | -------- | ----------- |
| 2020 | El poder de los viajes en TEDxUANL | Él mismo | Invitado    |

### Radio
| Año  | Título                         | Rol      | Otras notas |
| ---- | ------------------------------ | -------- | ----------- |
| 2023 | La entrevista con Yordi Rosado | Él mismo | Invitado    |

### Shows de internet
| Año  | Título                     | Rol      | Otras notas |
| ---- | -------------------------- | -------- | ----------- |
| 2020 | Dimes y billetes           | Él mismo | Invitado    |
| 2020 | Noche de juegos            | Él mismo | Invitado    |
| 2020 | ¡En amigas!                | Él mismo | Invitado    |
| 2020 | México en el arte          | Él mismo | Invitado    |
| 2020 | Vivir viajando             | Él mismo | Invitado    |
| 2020 | Pinky promise              | Él mismo | Invitado    |
| 2020 | Cracks                     | Él mismo | Invitado    |
| 2020 | Saga live                  | Él mismo | Invitado    |
| 2020 | Las bambalinas de Santiago | Él mismo | Invitado    |
| 2019 | El podcast de Alex Fdz     | Él mismo | Invitado    |
| 2019 | Tenemos que hablar         | Él mismo | Invitado    |
| 2019 | En casa de Mara            | Él mismo | Invitado    |
| 2019 | Encara2                    | Él mismo | Invitado    |
| 2018 | Saga live                  | Él mismo | Invitado    |
| 2018 | Entrevista con Paco Nadal  | Él mismo | Invitado    |
| 2017 | El coto                    | Él mismo | Invitado    |
| 2017 | En la luna                 | Él mismo | Invitado    |

### Programas de televisión
| Año  | Título               | Rol      | Otras notas   |
| ---- | -------------------- | -------- | ------------- |
| 2021 | Me caigo de risa     | Él mismo | Invitado      |
| 2020 | ¡Qué chulada!        | Él mismo | Invitado      |
| 2020 | En fórmula           | Él mismo | Invitado      |
| 2019 | Montse & Joe         | Él mismo | Invitado      |
| 2019 | Sale el sol          | Él mismo | Invitado      |
| 2019 | Bla bla show de TV   | Él mismo | Invitado      |
| 2019 | Expreso de la mañana | Él mismo | Invitado      |
| 2019 | Todo un show         | Él mismo | Invitado      |
| 2019 | Ventaneando          | Él mismo | Invitado      |
| 2014 | Me caigo de risa     | Él mismo | Invitado      |
| 2014 | La sopa              | Él mismo | Invitado      |
| 2013 | Despierta américa    | Él mismo | Invitado      |
| 2012 | Sabadazo             | Él mismo | Invitado      |
| 2011 | Hoy                  | Él mismo | Invitado      |
| 2023 | Drag Race México     | Él mismo | Juez Invitado |

### Concursos televisivos
| Año  | Título                                | Rol          | Otras notas                            |
| ---- | ------------------------------------- | ------------ | -------------------------------------- |
| 2016 | Recuerda y gana                       | Participante | Invitado                               |
| 2008 | Los reyes del show                    | Participante | 2° eliminado, equipo "Los mosqueteros" |
| 2008 | El show de los sueños Amigos del alma | Participante | 3° lugar, equipo "Los mosqueteros"     |

### Comerciales
| Año  | Título                      | Rol      | Otras notas                           |
| ---- | --------------------------- | -------- | ------------------------------------- |
| 2019 | Del Valle: 100% jugo        | Él mismo | Comercial de la "Cadena de Bienestar" |
| 2019 | Del Valle: Pulpy Sábila     | Él mismo | Comercial de la "Cadena de Bienestar" |
| 2019 | Del Valle: 100% jugo de uva | Él mismo | Comercial de la "Cadena de Bienestar" |
| 2019 | Best Day                    | Él mismo | Comercial                             |
| 2018 | Dockers                     | Él mismo | Comercial                             |

### Obras de teatro
| Año       | Título                   | Personaje                          | Otras notas    |
| --------- | ------------------------ | ---------------------------------- | -------------- |
| 2022-2025 | Siete Veces Adios        | Él (Escritor, director, productor) | Obra de teatro |
| 2019-2020 | Fuera del elenco         | Él mismo                           | Obra teatral   |
| 2012      | I Love Romeo y Julieta   | Romeo                              | Obra teatral   |
| 2012      | Despertando en primavera | Melchior                           | Obra teatral   |
| 2019      | Agotados                 | Sam                                | Obra teatral   |
| 2014      | Hoy no me puedo levantar | Mario                              | Obra teatral   |
| 2010      | Timbiriche: El Musical   | Roberto                            | Obra teatral   |
| 2006      | Hoy no me puedo levantar | Mario                              | Obra teatral   |
| 2009      | ¡Que plantón!            | El Pino                            | Obra teatral   |
| 2005      | Archi                    | Personaje desconocido              | Obra teatral   |
| 2004      | José El Soñador          | Isacar, Joseph                     | Obra teatral   |
| 2003      | Saturday Night Fever     | Joey, Tony Manero                  | Obra teatral   |
| 2001      | Chicago the musical      | Swing                              | Obra teatral   |
| 2000      | Oedipus at Colonus       | Personaje desconocido              | Obra teatral   |

### Películas
| Año  | Título                     | Personaje               | Otras notas |
| ---- | -------------------------- | ----------------------- | ----------- |
| 2023 | La Usurpadora: The Musical | Carlos Daniel           |             |
| 2019 | ¿Conoces a Tomás?          | Christopher             | Película    |
| 2011 | Lluvia de Luna             | Pablo                   | Película    |
| 2008 | Casi divas                 | "Personaje desconocido" | Película    |
| 2008 | Road to Fame               | Santiago                | Película    |
| 2008 | Amor letra por letra       | Edgar                   | Película    |
| 2008 | Divina confusión           | Pablo                   | Película    |
| 2005 | Hotel Garage               | Antonio                 | Película    |

### Doblaje
| Año  | Título         | Personaje/Rol | Otras notas |
| ---- | -------------- | ------------- | ----------- |
| 2019 | Día de Muertos | Jorge         | Solo voz    |

### Cortometrajes
| Año  | Título          | Personaje | Otras notas  |
| ---- | --------------- | --------- | ------------ |
| 2016 | La boda de baba | Juan      | Cortometraje |
| 2007 | Dejalo así      | Andrés    | Cortometraje |
| 2007 | Tabacotla       | Sebastián | Cortometraje |

## Música
| Año  | Canción                             | Proyecto                 | Otras notas            |
| ---- | ----------------------------------- | ------------------------ | ---------------------- |
| 2020 | «Quédate en Madrid»                 | Ninguno                  | Ft. Janette Chao       |
| 2020 | «Me cuesta tanto olvidarte (cover)» | Ninguno                  | Ft. José Skertchly     |
| 2020 | «Make you feel my love»             | Ninguno                  | Ft. Diego Medel        |
| 2020 | «Te regalo una rosa»                | Ninguno                  | Ft. Vince Miranda      |
| 2020 | «Will you still love tomorrow»      | Fuera del elenco         | Ft. Fuera del elenco   |
| 2020 | «Bad idea»                          | Fuera del elenco         | Ft. Aitza Terán        |
| 2020 | «Defying gravity»                   | Fuera del elenco         | Ft. Aitza Terán        |
| 2020 | «You will be found»                 | Fuera del elenco         | Él mismo               |
| 2020 | «This is me»                        | Fuera del elenco         | Él mismo               |
| 2020 | «Somebody to love»                  | Fuera del elenco         | Él mismo               |
| 2020 | «Será que no me amas»               | ¿Quién es la máscara?    | Él mismo como Jalapeño |
| 2020 | «Vuela más alto»                    | ¿Quién es la máscara?    | Él mismo como Jalapeño |
| 2020 | «Tantita pena»                      | ¿Quién es la máscara?    | Él mismo como Jalapeño |
| 2020 | «Favorito»                          | ¿Quién es la máscara?    | Él mismo como Jalapeño |
| 2019 | «Volar volar»                       | ¿Conoces a Tomás?        | Él mismo               |
| 2017 | «Tiempos de amor»                   | Rent México              | Él mismo               |
| 2015 | «Por el mundo voy»                  | Alanxelmundo             | Él mismo               |
| 2015 | «Aire»                              | Hoy no me puedo levantar | Ft. Elenco de HNMPL    |
| 2014 | «Cruz de navajas (cover)»           | Hoy no me puedo levantar | Ft. Vince Miranda      |
| 2014 | «Mujer vs mujer»                    | Hoy no me puedo levantar | Ft. María León         |
| 2012 | «Tatuajes»                          | Ninguno                  | Ft. Eiza González      |
| 2010 | «Muriendo lento»                    | Hoy no me puedo levantar | Ft. Natalia Sosa       |
| 2010 | «Cómo tú»                           | Cantando por un sueño    | Él mismo               |
| 2009 | «Jamás»                             | Amigos del alma          | Él mismo               |
| 2008 | «Vivo por ella»                     | Amigos del alma          | Él mismo               |
| 2008 | «Sin ti»                            | Amigos del alma          | Él mismo               |
| 2005 | «Por la cara»                       | Hoy no me puedo levantar | Ft. Fernanda Castillo  |